# Manuel Saenz de Quejana
Manuel Sáenz de Quejana y Toro (Madrid, c. 1856-Madrid, 1924) fue un abogado, funcionario, político y periodista español.

## Biografía
Nació en Madrid a mediados del siglo XIX. Abogado y jefe de Administración, fue redactor en Madrid de El Imparcial y La Correspondencia de España, además de encargarse en 1900 de la dirección de El Español. También colaboró en la Revista de España, La Ilustración Española, El Bazar y otras publicaciones periódicas. Desde 1899 perteneció a la Asociación de la Prensa de Madrid. Ocupó varias veces escaño de diputado en las Cortes de la Restauración, entre los años 1886 y 1916, además de ser senador entre 1919 y 1923. Falleció el 5 de agosto de 1924 en su ciudad natal.